# Markus Golletz
Markus Golletz (* 1966 in Hannover) ist ein deutscher Journalist, Fotograf und Verfasser von Motorradreiseführern.

## Leben
Nach dem Schulabschluss Ausbildung zum Technischen Zeichner, später Studium in Hannover mit dem Abschluss Diplom-Sozialwissenschaftler. Markus Golletz arbeitet und lebt als freier Journalist und Autor in seiner Geburtsstadt Hannover.

## Werke (Auswahl)
- Die schönsten Motorradrouten Süditalien. Touren zwischen Rom, Apulien und Sizilien. Bruckmann, München 2005.
- Westalpen mit dem Motorrad. 2006.
- Die schönsten Motorradrouten Westalpen. Bruckmann, München 2006.
- Die schönsten Motorradtouren in den Pyrenäen. Bruckmann, München 2009.
- Die schönsten Motorradtouren Pyrenäen. Traumtouren zwischen Atlantik und Mittelmeer. Bruckmann, München 2013.
- Kurvenfieber Harz. Bruckmann, München 2019.
- Die schönsten Motorradtouren Pyrenäen. Komplett überarbeitete und erweiterte Aufl., Bruckmann, München 2019.
- Die schönsten Motorradtouren in Deutschland. 50 Touren von den Alpen bis an die Nordsee, Bruckmann, München 2025